# بنوا فراشون

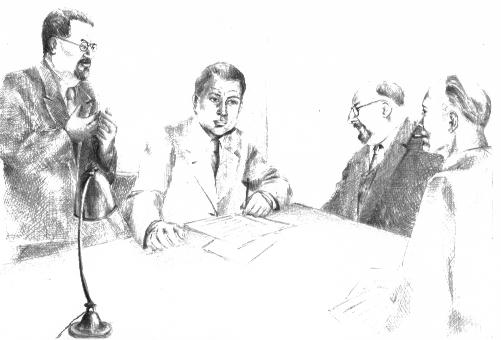
طرح یک هنرمند از یک میتینگ حزب کمونیست فرانسه، کمیتهٔ مرکزی در لونژومو در سال ۱۹۴۳. چپ به راست: بنوا فراشون، اگوست لوکور، ژاک دوکلو و شارل تیون.

بنوا فراشون (فرانسوی: Benoît Frachon‎؛ ۱۳ مهٔ ۱۸۹۳ – ۱ اوت ۱۹۷۵) کارگر فلزکاری و رهبر اتحادیه‌های کارگری اهل فرانسه بود. وی یکی از رهبران حزب کمونیست فرانسه، (PCF) و از مقاومت فرانسه در طول جنگ جهانی دوم (۱۹۳۹–۴۵) بود.